# 塔济伊
塔济伊（法語：Tazilly）是法国涅夫勒省的一个市镇，位于该省东南部，属于希农堡（城）区。

## 地理
塔济伊（46°45'57"N, 3°54'52"E）面积25.81 平方千米，位于法国勃艮第-弗朗什-孔泰大區涅夫勒省，该省份为法国中部省份，北至约讷省，西北接卢瓦雷省，西接谢尔省，南至阿列省，东南接索恩-卢瓦尔省，东临科多尔省。
与塔济伊接壤的市镇（或旧市镇、城区）包括：弗莱蒂、索姆河畔克雷西、马尔利苏西西、吕济、萨维尼普瓦勒福勒、泰尔南。
塔济伊的时区为UTC+01:00、UTC+02:00（夏令时）。

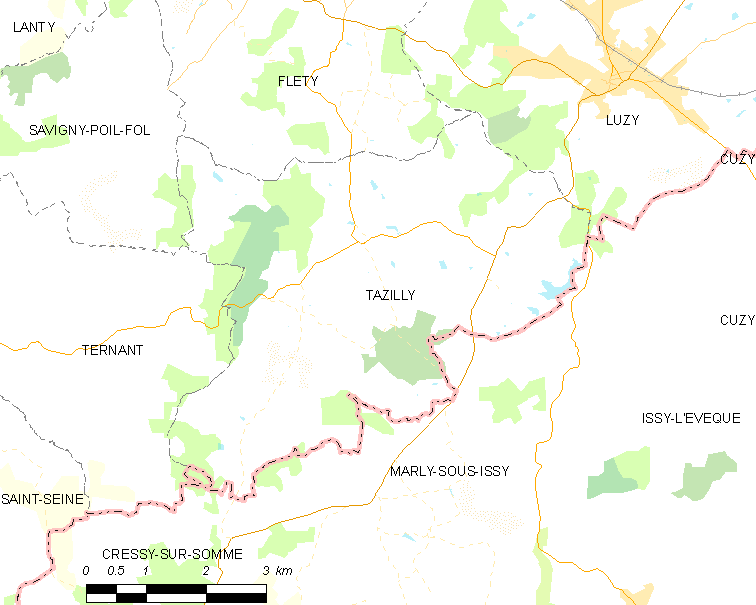
塔济伊的OSM定位图

## 行政
塔济伊的邮政编码为58170，INSEE市镇编码为58287。

## 政治
塔济伊所属的省级选区为吕济县。

## 人口

1962-2008年间塔济伊人口变化图示

塔济伊于2022年1月1日时的人口数量为184人。